# エルシャダイ
『エルシャダイ』 (El Shaddai: Ascension of the Metatron) は、2011年4月28日にイグニッション・エンターテイメントより発売されたPlayStation 3およびXbox 360用3Dアクションゲーム。竹安佐和記が作成する『神話構想』シリーズの1つ。
オリジナル版の発売10周年を迎えた2021年の9月2日には、Windows用のHDリマスター版がSteamで配信開始。
2024年4月28日に、フルHDリマスター版である『エルシャダイ・アセンション オブ ザ メタトロン HDリマスター』がNintendo Switch専用ソフトとして発売。

## 概要

### 内容
「エルシャダイ」とは全能の神を意味するヘブライ語であり、副題の「アセンション オブ ザ メタトロン」とは「メタトロンの昇天」を意味する。一部の初期キリスト教会やエチオピア正教会を除いて聖書偽典とされる『エノク書』から着想したストーリーとなっている。エノク書には、人間と交わって地上に堕ちた天使達「見張りの者」（グリゴリ）に対して天界が罰を与え、またノアの大洪水などが起こされるさまを、啓示としてエノクが見るという話が書かれている。また、旧約聖書創世記6章においては、堕天使と人間との間に生まれた子供である巨人（ネフィリム）についても大洪水を起こす理由として言及されている。なお、本作では明かされなかった設定を取り入れた上で完結させたノベライズ『エルシャダイ原作小説』についても記述する。

### 発売前のプロモーション
2010年6月15日 - 17日に開催されたE3の直前に発表され、この頃から一部の業界ウォッチャーやゲームジャーナリストの話題になっていた。2010年9月16日 - 19日に開催された東京ゲームショウ（以下TGS）で未発売のゲームの中から10タイトル選ばれる日本ゲーム大賞フューチャー部門を受賞。
TGSののち、以前より公表されていた3つのプロモーションビデオの内ルシフェル編が特に評判を呼び、インターネットミームとなった。このPV中のルシフェルの台詞「そんな装備で大丈夫か？」は2010年度ネット流行語大賞年間大賞金賞（1位）を受賞している。これらのPVを製作陣は狙って仕掛けを盛り込んでおり、意図的に作った仕掛けのうち、実際に反応があったのは半分程度と発言している。その後ファンから元日に年賀状、バレンタインデーにチョコが送られていたことが公式サイトで判明している。イグニッションはファンに対しての感謝状とルシフェルの感謝ボイスを公式サイトに掲載した。
ミームが産まれたPVのシーンは以下のようなものである。
堕天使達との戦いに赴くイーノックに対し、ルシフェルは「そんな装備で大丈夫か？」と問いかける。その忠告に対し、イーノックは自信満々で「大丈夫だ、問題ない」と言い放ち、地上へ飛び出す。だが現実は厳しく、降り立って間もなくエゼキエルの使役獣たちに囲まれたイーノックは、あっという間に装備を破壊され、窮地に立たされる。だがそのとき――。
「神は言っている、ここで死ぬ運命（定め）ではないと――」
という謎の声が流れると同時に時間が巻き戻され、「そんな装備で大丈夫か？」の会話シーンから再開となる。自身の軽率さと向こう見ずさを省みたイーノックは、「一番いいのを頼む」とルシフェルから「一番いい装備」をもらって再び地上に舞い降り、襲い来る使役獣たちを終始得意気な表情で返り討ちにする。
本作発売前からのコラボレーションも盛んに行っており、TGSにて第1弾EDWINとのコラボレーションが発表され、本作発売前の2010年12月21日にジーンズが発売された。2011年2月4日にはコラボレーション第2弾としてバンダイとのコラボレーションが発表 。2011年2月10日の「魂フィーチャーズVOL.2」にてフィギュアが公開された。2011年3月7日にはコラボレーション第3弾としてスクウェア・エニックスとのコラボレーションが発表。月刊Gファンタジーの5月号から連動企画が進行している。2011年4月14日にはコラボレーション第4弾として中目黒LOUNGEとのコラボレーションが発表。「エルシャダイカフェ」が4月15日から5月8日までの期間限定で営業された。
これらのコラボレーションはおおむねルシフェルが各社に出向いて営業したという設定で行われている。

### 経済事情
スタッフはカプコン（その子会社であったクローバースタジオを含む）で『大神』や『デビルメイクライ』に関わった人物が中心であり、その開発チームにインド資本のメディア・コングロマリットが出資するという形態をとっている。後にイグニッション・エンターテイメントの日本開発スタジオの解散により、本ゲームの権利は2013年5月31日付でディレクター兼キャラクターデザイナーの竹安佐和記が代表取締役を務める株式会社crimが、株式会社Groove代表・竹下和広（元イグニッション日本支店代表）の協力を得て取得しており、今後も何らかの形で『神話構想』シリーズを引き続き展開する事を発表しており、2017年8月26日には『神話構想』シリーズ第2弾として『ザ・ロストチャイルド』を発売。
また、経済事情により本作中で描けなかった部分は、原作小説の発売で該当部分が補完された。Steam版ではクリア特典として『セタ記（Ver.Steam）』が収録されている。

## ストーリー
※本項目ではゲームのストーリーのみを記述し、原作小説のストーリーについては記述しない。
舞台は人類の言語、思想が分かれるよりもはるか昔の世界。神は天使達（グリゴリの天使達）に地上界の監視を命じた。命を受けた天使達は長きに渡って地上の人間達を観察していたが、その結果任務に就いた天使達の中に、人間に対し憧れを抱く者が現れ始めた。人間への憧憬を抑えられなくなった彼等は遂に堕天を決意。セムヤザを首謀者として7名の天使が地上界へ降り立ち、堕天使となった。
堕天使達は天界から持ち出した神の知恵を地上に広め、その結果人類は偽りの進化を遂げ、堕落する。また、堕天使達が人間の女性と交わったことで、天使と人間のハーフであるネフィリムが地上で増殖してしまう。
堕天使達が引き起こしたこれらの事態を憂慮した天界（エルダー評議会）は、地上界を浄化すべく大洪水の計画を決議。だがこの洪水計画に対し、人間でありながら天界でエルダー評議会の書記官を務める青年イーノックが、計画の中止を嘆願する。イーノックの嘆願に対し、評議会は計画中止の条件として「堕天使達の捕縛」を彼に命じる。
かくしてイーノックは、大洪水の執行を中止させるべく、自ら堕天使達の捕縛のために地上界へと旅立つ。
地上に降り立ったイーノックは、大天使ルシフェルとアークエンジェル達の導きの下、堕天使達の捜索を開始する。300年以上に渡る探索の末、遂に堕天使達の根拠地「背徳の塔」（通称：タワー）を発見する。
タワーへ潜入したイーノックは、各階層の世界を巡りつつ堕天使達と交戦する。エゼキエルとアザゼルは一時取り逃がすものの、サリエルの捕縛に成功。また、バラケルは火のネフィリムに飲み込まれていた事が判明し、彼を飲み込んだネフィリムをメトセラの助力によって退治する事に成功する。
残る堕天使達を追ってタワー内を進むイーノックは、かつて自身が地上の話を語って聞かせた堕天使アルマロスの階層に到達し、彼と交戦する。その最中、突如として冥界の王ベリアルが地上界に干渉し、イーノックを冥界へ誘き寄せるべく、少女ナンナをイーノックの眼前で冥界へ引き込む。イーノックはナンナを追って自ら冥界へ飛び込むものの、力及ばず穢れに飲み込まれてしまう。
一方、アルマロスは冥界へ飛び込んでしまったイーノックのことを想って泣き崩れるが、ルシフェルの唆しを受け、イーノックを冥界から救うべく自らも冥界へ突入する。アルマロスの奮闘によりイーノックの救出は成功するものの、アルマロス自身は冥界に取り残されてしまい、穢れに飲まれてしまう。
アルマロスによって冥界から救助されたイーノックだったが、冥界で穢れに取り込まれた影響で「堕天使を捕縛する」という使命に対する疑念に悩まされるようになる。自らの内に残る穢れを祓うため、イーノックは自身の肉体を地上に残して精神のみで天界に帰還し、10年の歳月をかけて穢れと悩みを振り切る。
その一方、地上では少女ナンナが英雄イシュタールとして覚醒し、勢力を盛り返した堕天使達に対する抵抗運動を繰り広げていた。
悩みを振り切ったイーノックは地上に残していた肉体へと帰還し、エゼキエルと交戦するイシュタールに加勢するべくタワー内のアラキエルの階層を進む。この階層で、アラキエルが既に死亡している事が判明する。階層のさらに奥へ進んだイーノックはエゼキエルと交戦し、彼女の捕縛に成功する。
エゼキエル捕縛後、イーノックはタワーの更に上へと進み、そこでアザゼルと交戦する。しかし戦闘の最中、冥界の穢れによって怪物と化したアルマロスが突如出現し、アザゼルを急襲して消滅させた後、イーノックとも戦闘状態となる。アルマロスとの戦いでイーノックは一時窮地に陥るも、満身創痍で駆けつけたイシュタールの援護もあり、アルマロスの撃破に成功する。撃破されたアルマロスは、イーノックに向けて感謝の言葉を述べつつ闇へと沈んだ。
イーノックとイシュタールは最後の堕天使セムヤザの元へ向かう。セムヤザは生命維持装置の中におり、その装置からセムヤザを解放する鍵はイシュタールであるとミカエルは語る。イシュタールは生命維持装置を解除するが、その中にセムヤザの姿はなかった。
セムヤザが魂の欠片も残らず消えている事を確認したルシフェルは、イーノックにタワーを停止させるよう示唆。イーノックは背徳の塔の機能を停止させ、内部にいた人間達を偽りの進化から解放した。
そしてイーノックが使命を果たした事を確認した評議会が洪水計画を中止したことで、物語は終幕となる。

## システム

### 体力
主人公の体力は鎧の破壊され具合で表される（一周目クリア後はオプションでプレイヤーとボスの体力ゲージを表示することができる）。あと少ししか体力がない状態の場合は画面上部が赤くぼやけ、BGMに脈動音が混ざりコントローラーが脈動する。体力切れで倒れた場合、すぐにはゲームオーバーにはならず画面が瞳を閉じるように暗くなる。完全に暗くなる前にボタンを連打することで、ある程度体力を回復した状態でその場で復帰できる。ただし、体力切れの回数が増えれば増えるほど画面が暗転する速度が速くなる。落下した場合はルシフェルが指を鳴らす音の後に直前に自動セーブ（このゲームではセーブポイントで行うセーブのデータの他に、戦闘やエリア移動などの区切りごとに一時的なセーブデータが自動作成される）の所まで戻される。

### 武器
このゲームには刀剣武器のアーチ、遠隔射出する射撃武器のガーレ、盾にもなる拳闘武器のベイルが存在する。これらはアーチ→ベイル→ガーレ→アーチという三すくみの関係にある。これらの武器には移動補助能力もあり、クリアするだけなら行かなくてもいいが特定の武器を持っていないと行けない場所も存在する。素手も含めて、これらの攻撃には固有の技やコンボが存在する。
これらの武器は道中の敵が所持している場合もある。
武器の変更は、武器を所持した敵がダウンしたところで奪う、もしくは道中にある「知恵の実」などから入手する。同じ武器をしばらく使うと武器が赤黒く穢れて攻撃力と防御力が落ちる。穢れがたまった状態でさらに使い続けると武器が破壊されてしまうため、攻撃の合間を縫って浄化をする必要がある。なお、敵から武器を奪った際にも自動的に浄化する。
ボス級の敵は一撃で武器を破壊する攻撃をもつ。
武器の清濁の状態によって上記のとおりの攻撃力と防御力が変化（攻撃時のエフェクトの色で判断する。最も攻撃力、防御力が高い色から順に、青、黄、赤となっている）するようになっており、知恵の実や敵から武器を奪った際に浄化した物が最も高い能力を一定時間発揮する。手持ちのものをそのまま浄化することでもある程度回復するが、能力値は前述の最高の状態には及ばない。

### オーバーブースト
あるイベントの後で、敵にダメージを与えたりダメージを受けるなどしてイーノックの闘志が一定以上に高まると、ウリエルの力を借りて攻撃力を上げ、なおかつウリエルの炎によって自動で追加攻撃を行うオーバーブーストを発動できるようになる。オーバーブーストの発動時間はブーストレベルに依存する。オーバーブースト中には1回だけブーストスキルという高火力の必殺技が出せる。ブーストスキルを使うとブーストゲージの残量にかかわりなくオーバーブースト状態は解除される。なお、発動時に鎧が一定量回復し、効果時間中も自動回復するので緊急回避手段としても使える。
ブーストレベルは、敵を倒したり物を破壊したときに得られる「力の焔」を得ることによって上昇する。

### その他
中ボスとして登場する堕天使たちとの戦いでは、彼らの精神世界「ネザー空間」に飲み込まれることがある。この空間での戦闘は敵から数回攻撃を受けると、鎧が破壊されつくされていなくても、強制的に負け扱いで撤退させられる。負けてもゲームオーバーにはならないが、ダメージは蓄積された状態のままゲームは再開される。なお、この戦いで勝っても負けてもストーリー自体には影響はないが、勝った場合は、その敵との最後の戦いの第一形態での相手の体力が低くなる。
ゲーム内ではところどころに冥界に続く穴が開いている。中に入るとコレクションアイテム「イシュタールの骨」（入手すると「イシュタールの書」に変化）が存在する。ここでは下から沸いてくる闇（ケガレ）に捕まらないように下から上に脱出するステージになっている。
また、落ちて闇に捕まるとバッドエンドになる。

## 登場人物
主に旧約聖書とメソポタミア神話から名が取られているが、設定や物語は異なる。ただし、上述のように『エノク書』がモチーフとはなっている。

### 主要人物
イーノック
声 - 三木眞一郎
本作の主人公。72通りの名前を持つ。天界では、エルダー評議会の書記官である。堕天使達を天界へ連れ戻すべく、ジーンズ（エドウインとのコラボ） の上に鎧を付けて闘う。敵から奪い返した「知恵」（武器）を浄化することができる。天界からの力によって加齢しない、人間である。
名台詞は「大丈夫だ、問題ない」だが、普段は無口かつ人の話を聞かない性格である。一方、原作小説では純朴で誠実な青年で、紳士的な言葉遣いをしている。一人称はゲーム本編では不明だが、小説や漫画版では「私」と言っている（El Shaddai Cetaでは稀に「ボク」）。
第一章で、堕天使たちが住む「塔」（タワー）を探して300年以上地上をさすらい続けていた。その際に「アザゼルに狙われているので、名を隠しなさい」とガブリエルから助言を受けたため、偽名として72個の名前を使っていた。不老の身であることを好奇の目で見られ、不気味がられたこともあった模様。
イーノックが無口なのは、ディレクター竹安曰くイーノックはユーザー自身という概念があり「主人公がベラベラ喋るとプレイヤーと一体感を持って貰えないし、ともすれば掛け合い漫才になってしまう」から。
身長180cm、体重85kg、血液型A型。
ルシフェル
声 - 竹内良太
天界で一二を争うほどの大天使。赤い瞳で黒髪。イーノックの案内役を務め、フィンガースナップをすることで時間を自由に操る能力を有している（セーブ、ロード、ポーズ等のゲームシステムはその能力という設定になっている）。また、第4の壁を破ることも出来るらしく、プレイヤーに直接話しかける場面もある。イーノックの行く先々で待機しており、携帯電話で神と話をしている。普段は勝手気ままに時間旅行をしているらしく、ジーンズにシャツを着こなし、ビニール傘を差したり携帯電話を持っていたりと、人間界の現代風な物を多数所持している。イーノックが着ているジーンズもルシフェルが持ってきたもの。公式サイトにおけるボイスサンプルの公開がキャラクターの中で一番早く、期間限定のギミックがなされた。
身長185cm、体重65kg、血液型AB型。
アークエンジェル
イーノックの旅をそばで見守りつつ助言を与える存在。実体がないため、白鳥の姿を借りてイーノックを「声」で導く。ミカエル（声：湯口和明）、ガブリエル（声：田中敦子）、ラファエル（声：野島裕史）、ウリエル（声：安元洋貴）の4名。
特にウリエルは、ルシフェルによると「お前（イーノック）を助けたくてうずうずしていた」らしく、オーバーブーストとブーストスキルでサポートしてくれる。
またアークエンジェルの内の一人ミカエルはルシフェルの双子の弟。
自由の民
シン（声：木下浩之）を長とする、堕天使達のあまりにも急速に普及・発展する魔法じみた技術に反発するレジスタンスの人々。ゲーム内ではステージの各所でシナリオ設定を語ってくれるコレクション要素として登場する。
ナンナ
声 - 加藤英美里、名嘉祐佳
イーノックを導く少女。エゼキエルの子供であるネフィリムのネフに乗っている。英雄イシュタールの伝説に執着している。10年後、戦士として活動する。
身長142cm、体重32kg。
ネフィリム
人の指のようにひょろ長い不思議な形をした生き物。大きさは人の小指ほどのものから柱のように高いものまで色々。人間と堕天使との間に生まれた生命体で、それ故に不安定な存在であり塔の中でしか生きられない。落書きされるのが大好きで、石を投げられるのが大嫌い。寂しがり屋だが忘れっぽいとされる。寂しさゆえに共食いを行ってしまう。死ぬこともできない存在で、内心でこの世から消えたいと思っており、親の存在を憎んでいる。親である堕天使の魂とは密接にかかわっているらしく、親が消えるとその子供も消える。作中には他に後述の火のネフィリムや、アルマロスの世界に生息している水のネフィリムが登場する。
火のネフィリム
ネフィリムの共食いの結果誕生した、不気味な姿をした超巨大なネフィリム。これが誕生したことが洪水計画発動の原因になったとされる。空腹でもないのに見境なく辺りの物を食べ、触手・吐き出す溶岩や熱線などで周囲を破壊する。
水のネフィリム
人間と堕天使（アルマロス）との間に生を受けたネフィリム。クラゲのような姿をしており、おとなしい性格で、向こうから人を襲うことはないらしい。

### 堕天使
グリゴリの天使たち。堕天使たちは地上の、自らが立てた塔（タワー）の中に立てこもっている。塔は各階層ごとに1名ずつ自らの世界を作っており、自らをあがめる者たちとその中で生活している。塔は「帳（とばり）」で覆い隠されており、長らく天界の者達には発見されなかった。
アザゼル
声 - 森山周一郎
捕縛すべき7人の堕天使の一人。老齢の男性として描かれているが、これは堕天の影響によるものらしく、本来の姿（つまり堕天前）は若かった。人間の「進化」する力に強い憧れを抱き、天界を捨て堕天した。堕天の首謀者であるセムヤザの右腕的存在であり、実質的なグリゴリの統率者でもあった。また、「進化」と「技術」を司る天使であり、彼の堕天により天界の様々な技術が地上に流出することとなった。老獪な性格。使役獣はハエ。
彼の支配する階層は、彼が究極の進化と呼ぶ高層ビルが立ち並ぶSF・オーバーテクノロジーの世界となっており、バイクやロボット兵器などが存在している。
身長171cm、体重84kg。
エゼキエル
声 - 此島愛子
捕縛すべき7人の堕天使の一人。人間の「母性愛」や「愛情」に憧れて堕天した。ただし、その愛は独りよがりで、ペットに対するものに近い。自然を操る能力を持つ。彼女も堕天の際にアザゼルと同じ影響を受けており、老齢の女性として描かれている。彼女の持つ異常とも言える母性愛は、時に一方的な恐怖を相手に与える。鎧を着けた巨大な豚の兄弟であるフーラ&ウーラを始め、天界から奪った「知恵」を装備する使役獣を多数従えている。
彼女の支配する塔の最下層は自然界と何ら変わりない世界となっている。ただし、かなり荒れ狂っている。
身長161cm、体重65kg。
サリエル
声 - 中尾隆聖
捕縛すべき7人の堕天使の一人。極度に痩せた青年の姿である。痩せたのは堕天の影響。人間の男女の愛の美しさに魅了され、彼自身も人間を愛し愛されるために堕天した。性格は好色で自己主張が激しいが、強い信念を持つ人格者であったため人々に愛された。彼を慕う人間達は、「寵愛者達の魂」となって死後も魂となって彼を守るためにさまよっている。使役獣はコウモリで、中でも強力な力を持つシルバーサージ&ゴールドサージを二翼として従えている。
彼の支配する階層では大量のネフィリムがかくまわれており、大半が子供部屋のような造りになっている。
身長198cm、体重65kg。
バラケル
捕縛すべき7人の堕天使の一人。優秀な人々を救うための帳や堕天使たちが住まう塔を設計した堕天使。使役獣は不明だがタワー制作の際に冥界の巨大なタコの死骸を使っていた。臆病な性格であるらしく、神の怒りを買うことを恐れていた。堕天した明確な理由は不明だが、優れたヒトと会ってみたいという願いを持っていたらしい。ルシフェルによると「気配は感じるが姿が見当たらない」らしいが、その真相は火のネフィリムに飲み込まれたためであった。
彼の支配する階層は火のネフィリムの影響で火山地帯と化している。
アルマロス
声 - 三木眞一郎
捕縛すべき7人の堕天使の一人。かつて天界でイーノックから地上の話を聞き、その後地上（特に人間同士の友情）に憧れて堕天した。そのためかイーノックのことを一方的に慕っている。司るものは「芸術」で、アーティストを自称している。
堕天した際に声を失ったようで、話すことができず、声は出せるが叫び声のようなもの（「「フゥゥォォォオオオオオオオーンッ！」」というようなもの）で表現される。堕天前はイーノックをしのぐ格闘の達人で、一人称が「僕」の陽気でまじめな性格だったらしい。
彼の支配する階層は水中のような穏やかな世界で、イーノックと対峙した場面では水をモチーフにしたステージで、ヴィジュアル系ダンサーのような行動を取っていた。戦闘の際は、水の玉のような弾幕をスプリンクラーのように体を回転させてばらまいたり、ムーンウォークで距離を取りつつ不意をついて攻撃をしてくる。使役獣はオウム貝。
イーノックとの戦いの後、ナンナを追いかけ冥界に落ちた彼を助けようとしたが手が届かず、嘆いていたところをルシフェルに諭され、敵でありながらアークエンジェルの力を借り、冥界へ赴く。
ちなみに、イシュタールの骨がある冥界からの出口は、彼が冥界の主ベリアルにバレないようにイーノックを助けようと、手近にあった死体の腕を現世から差し伸ばしているという設定。
身長178cm、体重75kg。
アラキエル
捕縛すべき7人の堕天使の一人。重力を操る力を持ち、その力の一部をサリエルに分け与えたという。最も謎の多い堕天使で、自由の民たちは誰も彼の姿を見たことがないという。
その真相はすでに死亡していたためであり、階層の石碑には彼の思いが記されている。
彼の支配する階層は金属のようなものが均一に浮いて並んでいるだけの無機質な世界となっている。
セムヤザ
堕天したグリゴリの天使の頭目とされる。元はエルダーの評議員であった。外見は貫禄があり色白。使役獣はヤギ。恋愛感情というのがはっきりと分からなかったのと照れのせいで他の堕天使には堕天の理由を教えなかったが、人間の女性に恋をしてしまい、堕天を決意した。なお、『Gideon-ギデオン-』に登場するセムは同一人物であり、彼の堕天後の姿である。
彼の支配する階層は黒い足場がそびえ立ち、地上界をさまよう魂が赤い粒子のように舞い降りている世界（いわゆる魂の吹きだまり）になっている。

### 敵キャラクター
ノクト
ランプ
エゼキ・A
エゼキ・V
エゼキ・G
フーラ&ウーラ
寵愛者達の魂
堕天使たちに愛し愛された者の魂が、死後、闇に捕らわれ塔の中をさまよっている存在。イーノックに憑依し一時的に動けなくする。サリエルの寵愛者の魂はサリエルの階層の番人をしている。原作小説では、イーノックと面識がある女性ジェニファーも含まれている。
シルバーサージ&ゴールドサージ
ドルージャ

## 関連物

### 攻略本・資料集
- エルシャダイ 公式設定集 The Wonders of El Shaddai スクウェア・エニックス
- エルシャダイ 公式アートワークス Flowers for Lucifel イグニッション・エンターテイメント
- エルシャダイ原画集 HEAVEN'S GATE イグニッション・エンターテイメント
- エルシャダイ アセンション オブ ザ メタトロン オリジナル・サウンドトラック SMD itaku (music)
- エルシャダイ コンプリートガイド（攻略本）週刊ファミ通編集部 ファミ通書籍編集部

### 所収
- ネフィリム ずっとわすれない（竹安佐和記、山本佳宏、幻冬舎）

発売を先行してネフィリムをフィーチャーした絵本。
- エルシャダイ原作小説（竹安佐和記、イグニッションエンターテイメントリミテッド、PHP研究所）

幾度の死と時間の巻き戻りを繰り返して進む展開となっており、副題である「メタトロンの昇天」についての描写や本ゲームの補完がなされている。

### 漫画
- エルシャダイ 公式アンソロジー（エンターブレイン）
- El shaddai アンソロジーコミック（スクウェア・エニックス）
- El Shaddai 外伝 エクソダス（青桐良、スクウェア・エニックス）

1. ISBN 978-4-7575-3405-6
2. ISBN 978-4-7575-3684-5

主人公イーノックと大天使ルシフェルの出逢いをコミカライズした外伝。竹安佐和記監修。
- El Shaddai Ceta（竹安佐和記、スクウェア・エニックス）

1. ISBN 978-4-7575-4485-7
2. ISBN 978-4-7575-4486-4
3. ISBN 978-4-7575-4727-8

### ゲームアプリ
『エルシャダイソーシャルバトル』
2012年4月6日よりAndroid版「GREE」にて『エルシャダイソーシャルバトル』が提供された（2012年8月31日サービス終了）。リリースはイマジカデジタルスケープ。
『ElShaddai Coin&Epic』
2013年8月12日よりAndroid版、2013年8月19日よりiPhone版がアプリケーションゲームとして配信開始。

### ニコニコチャンネル
エルシャダイ公式チャンネル
2013年6月4日に開設。ライブペイントを中心としたニコニコ生放送やブロマガなど、竹安佐和記が中心となり「エルシャダイ」に関する、語られる事の許されなかった全9章、777年の物語について語る。

### 派生作品
- Gideon-ギデオン-（大竹康師、富士見書房）

「エルシャダイ 公式設定集 The Wonders of El Shaddai」に掲載された小説『エクソダス』とリンクしている。
- なんでおまえが救世主!? バベルの塔の女子高生（竹安佐和記、中川裕介、PHP研究所）

バベルの塔を舞台にした外伝作品。
- AMON-アモン-（大竹康師、PHP研究所）

本ゲームおよび原作小説の後日談。
- ザ・ロストチャイルド（角川ゲームス）

竹安佐和記がプロデュース・キャラクターデザインを担当する「神話構想」の世界の作品。上記作品のキャラクターも登場している。